# Freistadt Christiania
Die Freistadt Christiania (dänisch Fristad Christiania, auch Freies Christiania oder kurz Christiania) ist eine alternative Wohnsiedlung in der dänischen Hauptstadt Kopenhagen, die seit 1971 besteht. Aus Sicht der dänischen Behörden handelt es sich um eine staatlich geduldete autonome Gemeinde.

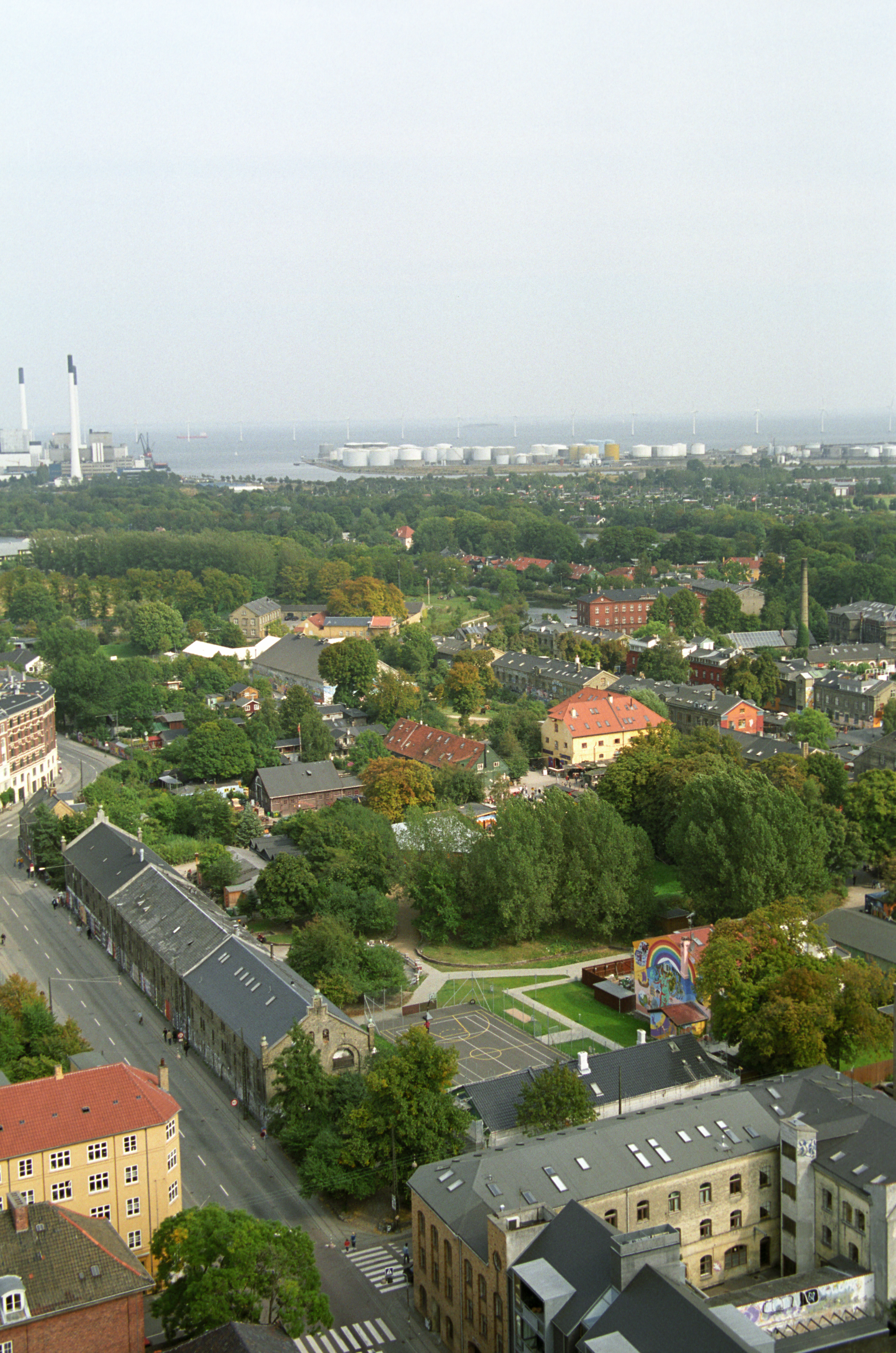
Freistadt Christiania (vom Turm der Erlöserkirche gesehen)

## Geografie

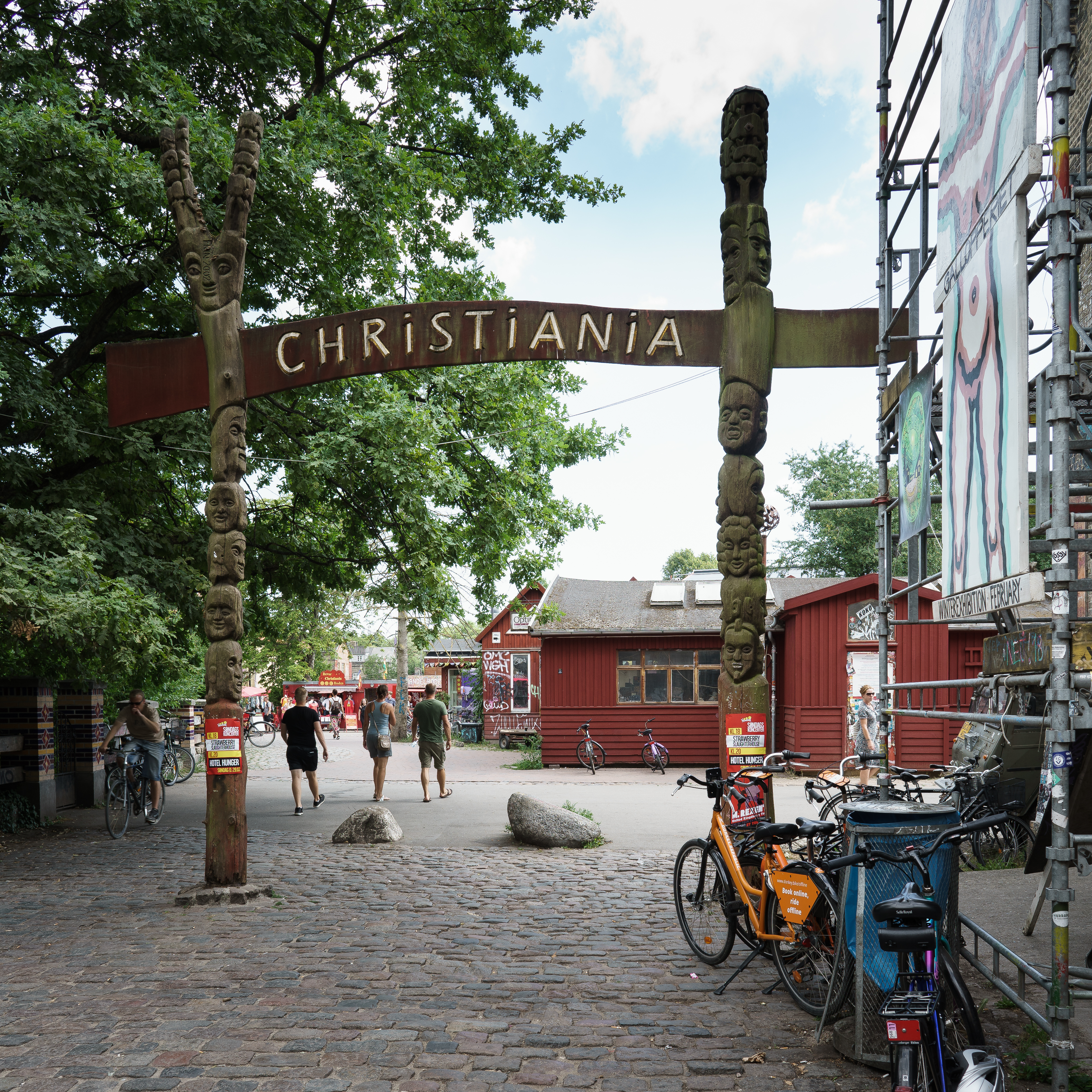
Haupteingang der Freistadt Christiania

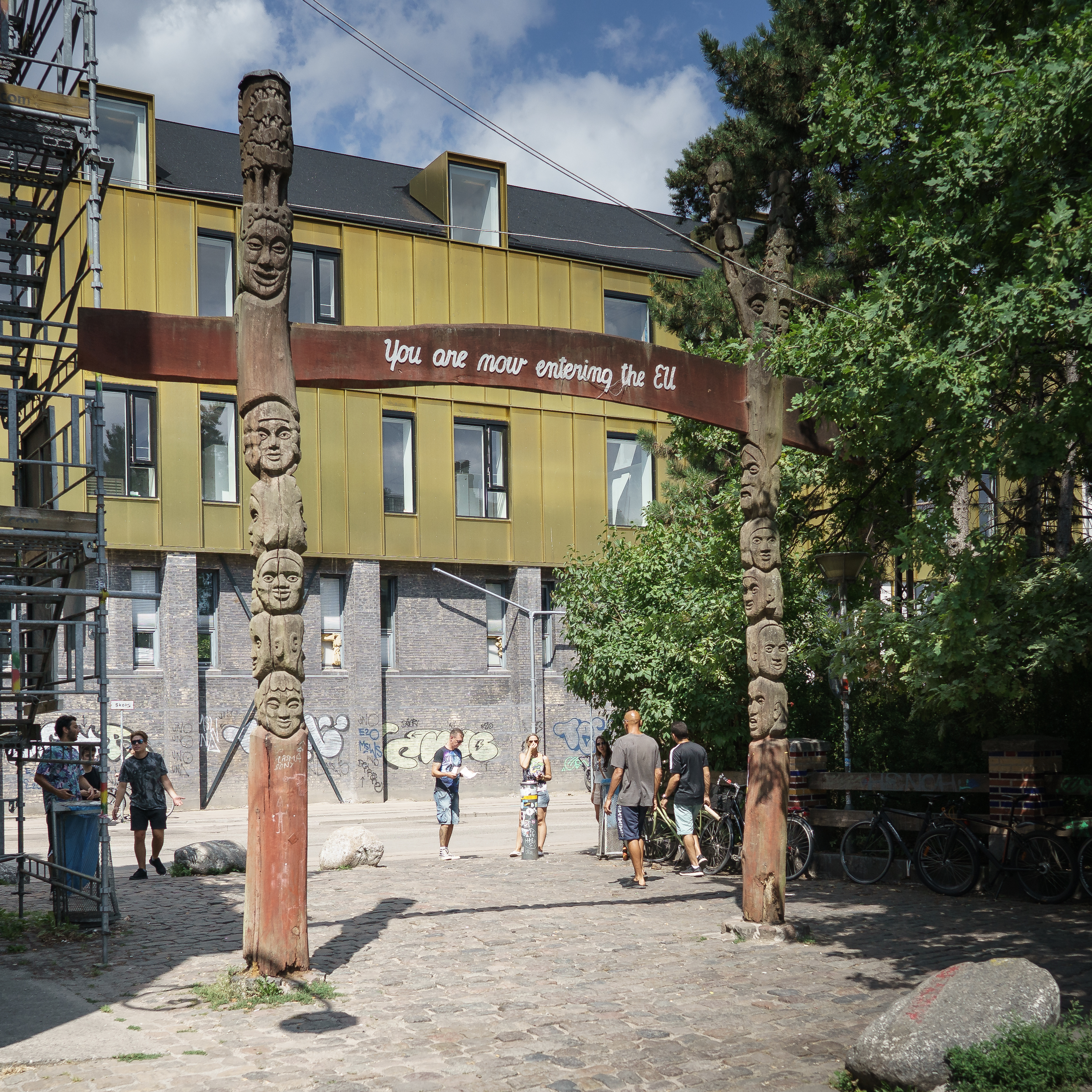
… von der anderen Seite gesehen

Christiania umfasst ein 34 Hektar großes Gebiet im Kopenhagener Stadtteil Christianshavn. Das ehemalige Militärgelände der Bådsmandsstrædes Kaserne liegt auf den historischen Wallanlagen der Stadt. Geografisch gliedert sich Christiania in insgesamt 15 Gebiete:
- Bjørnekloen (Bärenklau)
- Den Blå Karamel (Blaue Karamelle)
- Fabriksområdet (Fabrikgelände)
- Fredens Ark (Friedensarche)
- Loppebygningen (Flohhaus)
- Løvehuset (Löwenhaus)
- Mælkebøtten (Löwenzahn)
- Mælkevejen (Milchstraße)
- Midtdyssen (Mittelstapel)
- Nordområdet (Nordabschnitt)
- Norddyssen (Nordstapel)
- Prærien (Prärie)
- Psyak
- Syddyssen (Südstapel)
- Tinghuset (Thinghaus)

## Geschichte

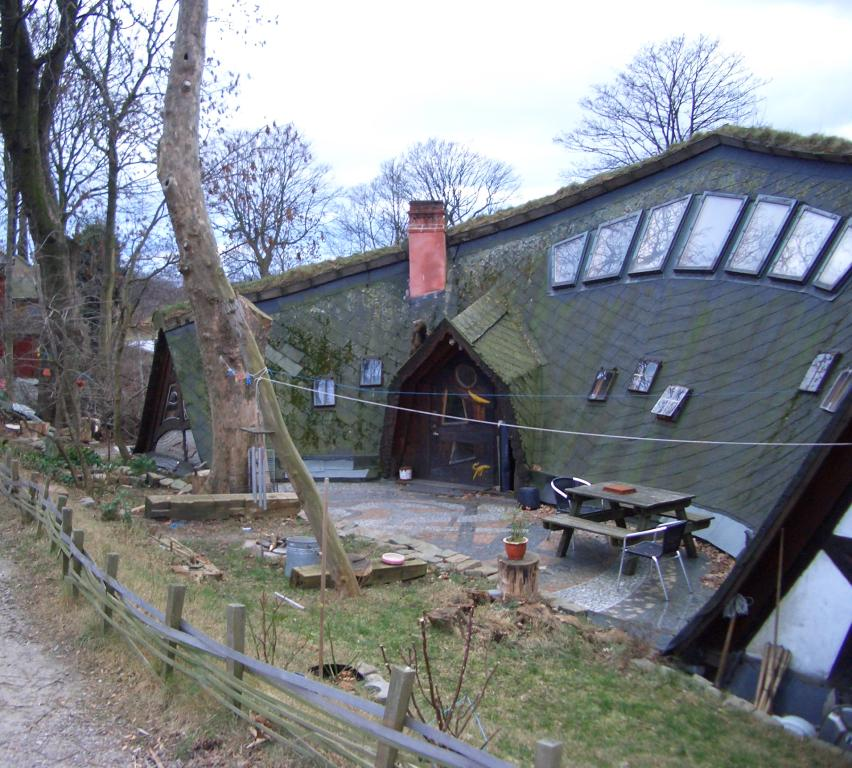
Wohnhaus („Bananenhaus“)

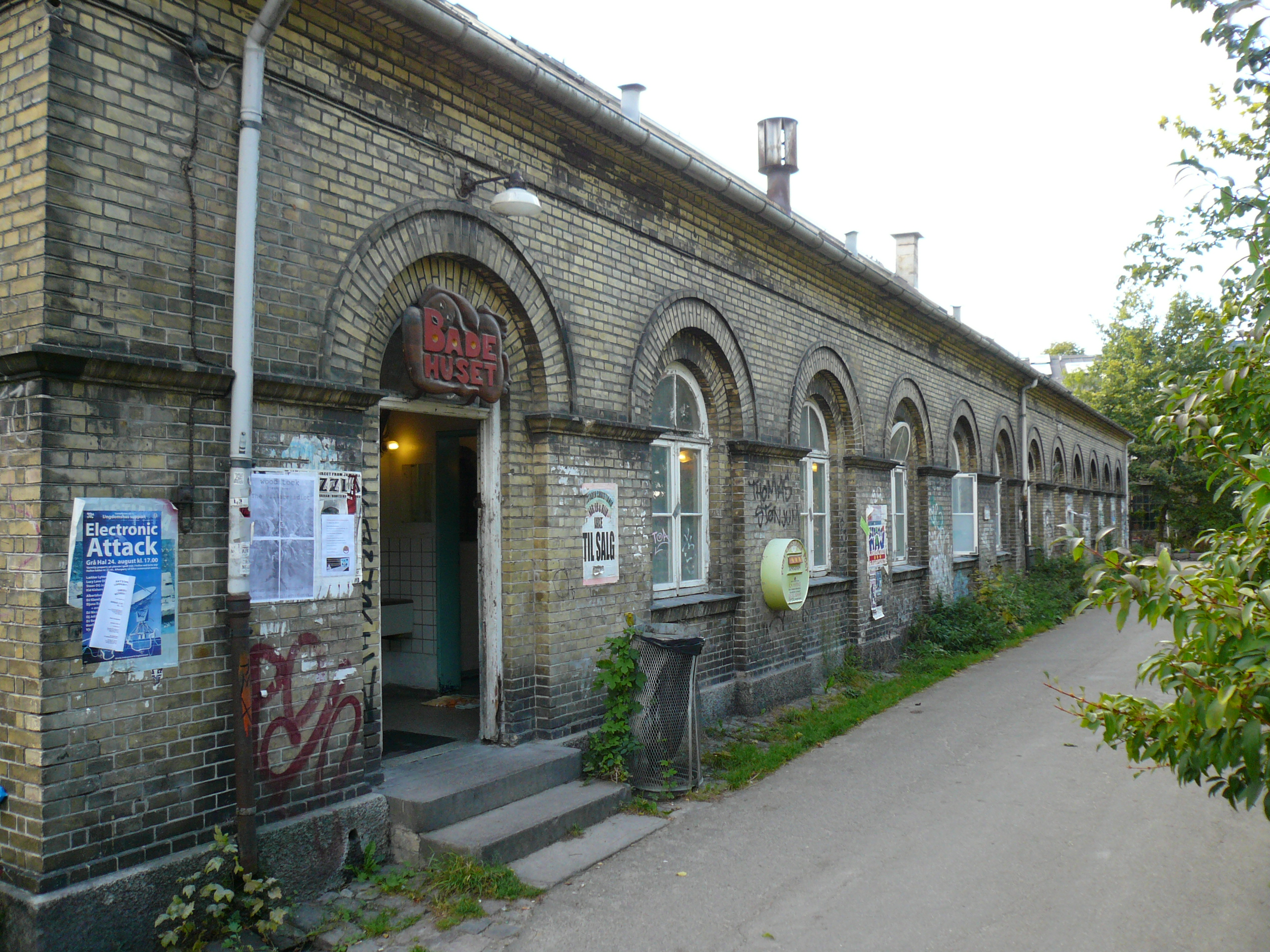
Das Badehaus in Christiania mit einem Briefkasten der „Christiania Post“

### Baracken und Stadtbefestigung
Das Gebiet von Christiania besteht aus ehemaligen Kasernen in der Bådsmandsstræde (Bådsmandsstrædes Kaserne) und Teilen der Kopenhagener Stadtbefestigung. Die Wallanlagen und die damals eigenständige Stadt Christianshavn wurden 1617 vom König Christian IV. durch die Neulandgewinnung zwischen Kopenhagen und Amager gegründet. Nach der Schlacht von Kopenhagen während des Kriegs mit Schweden wurden die Wallanlagen zwischen 1682 und 1692 unter Christian V. zu einem vollständigen Verteidigungsring ausgebaut. Die westlichen Wallanlagen von Kopenhagen wurden während des 19. Jahrhunderts abgerissen, die Wallanlagen in Christianshavn jedoch belassen. Sie werden heute als eine der besterhaltenen Verteidigungsanlagen der Welt angesehen.
Die Baracken der Bådsmandsstræde beherbergten das königliche Artillerieregiment, das Materialkommando der Armee und Munitionslabore sowie -lager. Sie wurden nach dem Zweiten Weltkrieg wenig genutzt und standen zwischen 1967 und 1971 leer.
Der nördlich anliegende Bereich, Holmen, war bis in die 1990er Jahre der Hauptmarinestützpunkt Dänemarks. Holmen wird derzeit ausgebaut und ist die Heimat des Kopenhagener Opernhauses (nicht zu verwechseln mit dem zuvor und immer noch existierenden „Operaen“, einem Veranstaltungsort für Konzerte in Christiania) und diverser Schulen. Der Bereich weiter nördlich wird weiterhin von der Marine benutzt, er ist allerdings tagsüber für die Öffentlichkeit zugänglich.
Die äußerste Verteidigungslinie, Enveloppen, wurde (bis auf die südlichste Spitze, welche nicht Teil von Christiana ist) im christianitischen Soziolekt in Dyssen umbenannt. Sie ist durch eine Brücke über den Hauptgraben mit Christiania verbunden oder kann über einen beim Christmas Møllers Plads beginnenden Pfad erreicht werden. Vier ehemalige Lager für Schießpulver befinden sich in den V-förmigen Ausformungen der Mauer, den Redans. Sie wurden zwischen 1779 und 1780 als Ersatz für einen Lagerplatz bei Østerport im Zentrum Kopenhagens erbaut, der im Jahre 1770 explodierte und dabei 50 Menschen tötete. Die Häuser wurden in Aircondition, Autogena, Fakirskolen (die Fakirschule) und Kosmiske Blomst (Kosmische Blume) umbenannt und wurden trotz Denkmalschutz leicht verändert.
Der letzte Ort in Dänemark, an dem zwischen 1946 und 1950 Exekutionen durchgeführt wurden, kann noch am zweiten Redan, nahe dem Aircondition genannten Haus, besichtigt werden. Die hölzerne Exekutierungshütte wurde abgerissen, das Estrichfundament und ein Ablauf für das Blut befinden sich allerdings immer noch direkt neben dem Weg. Insgesamt wurden 29 Kriegsverbrecher des Zweiten Weltkriegs an diesem Platz exekutiert. Der letzte Kriegsverbrecher, der am 20. Juli 1950 hingerichtet wurde, war Ib Birkedal, ein hochrangiger Gestapokollaborateur aus Dänemark.

### Schutz der Häuser und des Geländes

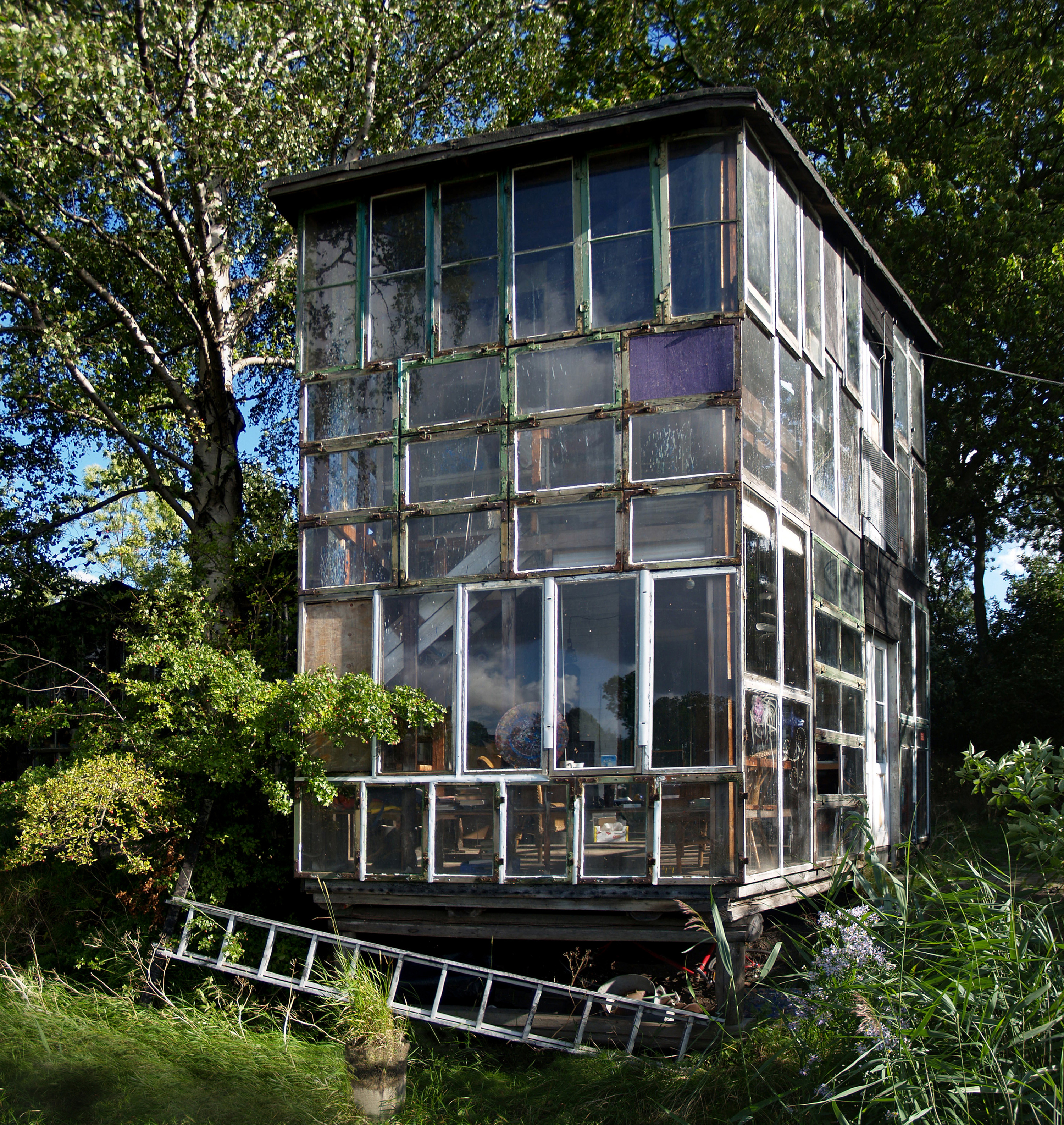
Glashaus in der Freistadt Christiania, eine der vielen Konstruktionen, welche moderne „Architektur ohne Architekten“ darstellen sollen.

Im Jahre 2007 beabsichtigte die Kulturarvsstyrelsen (deutsch „Kulturerbe-Behörde“) einen Teil der Militärgebäude, welche sich nun in Christiania befinden, unter Denkmalschutz zu stellen. Diese sind:
- Den grå hal (‚Graue Halle‘), früher ein Reitstall mit einer einzigartigen Bohlendachkonstruktion, jetzt Christianias größter Veranstaltungsort
- Den grønne hal (‚Grüne Halle‘), ursprünglich ein kleinerer Reitstall
- Mælkebøtten (‚Pusteblume‘)
- Das Haus des Kommandeurs, ein Haus mit Teilfachwerk
- Die Pulverkammern aus dem 17. und 18. Jahrhundert in den Bastionen

Einige historische Gebäude wurden nach der Übernahme von Christiania leicht verändert.

### Die Gründung von Christiania
Nachdem das Militär das Gebiet verlassen hatte, wurde das Gelände nur von wenigen Wärtern bewacht, und die leeren Häuser wurden sporadisch von Obdachlosen bewohnt. Am 4. September 1971 wurden die Zäune von Einwohnern der umliegenden Stadtteile eingerissen und der Bereich teilweise als Spielplatz für ihre Kinder übernommen.
Obwohl die Übernahme anfangs nicht organisiert vor sich ging, wurde sie als Protest gegen die dänische Regierung gesehen, da damals wie heute in Kopenhagen ein Mangel an bezahlbaren Wohnungen bestand.
Am 26. September 1971 wurde Christiania von Jacob Ludvigsen, einem bekannten Provokateur und Journalisten, welcher eine Zeitung namens Hovedbladet ('Das Hauptblatt') herausgegeben hat, die für junge Menschen bestimmt und unter ihnen auch erfolgreich war, als geöffnet ausgerufen. Ludvigsen veröffentlichte in seiner Zeitung einen Artikel, in welchem er und fünf andere Personen eine Entdeckungsreise in ein Gebiet machten, welches er 'Die verbotene Stadt des Militärs’ nannte. Der Artikel hat die Gründung der Freistadt weitgehend bekannt gemacht, unter anderem schrieb er unter der Überschrift Zivilisten erobern die ‚verbotene Stadt‘ des Militärs:

„Christiania ist das Land der Siedler. Es ist bis jetzt die größte Chance, eine Gesellschaft von Null aufzubauen – und dabei trotzdem die vorhandenen Gebäude weiter zu nutzen. Ein eigenes Elektrizitätswerk, ein Badehaus, eine gigantische Sporthalle, wo all die Friedenssuchenden würdevoll meditieren können, und ein Yogazentrum. Hallen, in denen sich Theatergruppen zu Hause fühlen können. Gebäude für Kiffer, die zu paranoid und schwach sind um sich abzuhetzen … Ja, für jene, die fühlen, wie das Pionierherz schlägt, kann kein Zweifel an dem Zweck von Christiania aufkommen. Es ist der Teil der Stadt, der vor uns geheim gehalten wurde – allerdings nicht mehr.“

Ludvigsen war Mitautor von Christianias Leitbild von 1971, in welchem folgendes steht:

„Das Ziel von Christiania ist das Erschaffen einer selbstregierenden Gesellschaft, in der alle und jeder für sich für das Wohlergehen der gesamten Gemeinschaft verantwortlich ist. Unsere Gesellschaft soll ökonomisch selbsttragend sein, und als solche ist es unser Bestreben, unerschütterlich in unserer Überzeugung zu sein, dass psychische und physische Armut verhindert werden kann.“

Der Geist von Christiania entwickelte sich schnell in Richtung Hippiebewegung, Hausbesetzertum, Kollektivismus und Anarchismus, im Kontrast zu der vorherigen militärischen Nutzung des Geländes.
Das Protestlied I kan ikke slå os ihjel (übersetzt: „Ihr könnt uns nicht töten“), geschrieben im Jahre 1976 von Tom Lunden von der Flower Power-Rockgruppe Bifrost, wurde die inoffizielle Hymne von Christiania.

### Die Gemeinschaft
Meditation und Yoga waren unter Christianiten von Anfang an beliebt, und Christiania hat seit vielen Jahren seine eigene international gefeierte Theatergruppe „Solvognen“ („Der Sonnenwagen“), die neben ihren Theateraufführungen auch viele Ereignisse in Kopenhagen und in Schweden veranstaltet hat. Ludvigsen hatte immer von der Akzeptanz von Drogensüchtigen gesprochen, die nicht länger mit der regulären Gesellschaft zurechtkommen, und an diesem Glauben hat sich bis heute nichts geändert, obwohl viele Probleme durch den Gebrauch von Drogen entstanden sind (allerdings hauptsächlich „harter Drogen“, die trotzdem in Christiania nicht toleriert werden). Diese Abhängigen kommen nach Christiania und bleiben dort und werden in der Ethik der Freistadt als genauso wesentlich wie die mit Unternehmungsgeist angesehen. Aus diesem Grund wird Christiania von vielen Dänen als gelungenes Experiment angesehen. Für viele Jahre war der rechtliche Status der Freistadt allerdings in der Schwebe, da verschiedene dänische Regierungen versucht haben, die Einwohner aus Christiania zu vertreiben. Die Versuche waren bis jetzt allerdings erfolglos.
Christiania ist deshalb eine der größten Touristenattraktionen in Kopenhagen und im Ausland weitläufig als „Marke“ für den progressiven und freien Lebensstil der Dänen bekannt. Auch viele dänische Unternehmen und Organisationen verwenden Christiania als Vorzeigeort für ihre ausländischen Freunde und Gäste. Der Zweck ist ihnen etwas 'Dänisches’ zu zeigen, das man an keinem anderen Ort der Welt findet.
Die Regeln verbieten (wie im übrigen Dänemark auch) Diebstahl, Gewalt, Feuerwaffen, gefährliche Messer und harte Drogen. Kugelsichere Westen sind ebenso unerwünscht wie die Abzeichen von Motorradclubs wie Hells Angels und Bandidos, die mit dem organisierten Verbrechen in Verbindung stehen.
Die Region hat mit dem dänischen Verteidigungsministerium (dem noch immer das Gelände gehört) im Jahre 1995 eine Übereinkunft getroffen. Seit 1994 haben die Bewohner Steuern und Gebühren für Wasser, Strom, Müllentsorgung und andere Nebenkosten gezahlt.
Die Zukunft des Gebietes war lange Zeit unsicher, da die dänischen Behörden die Beseitigung von Christiania anstrebten. Nach der Einigung der Bewohner mit der dänischen Regierung, das Gebiet zu kaufen, scheint Christiania nun doch zu einer gesicherten Existenz gefunden zu haben.

### Pusher Street

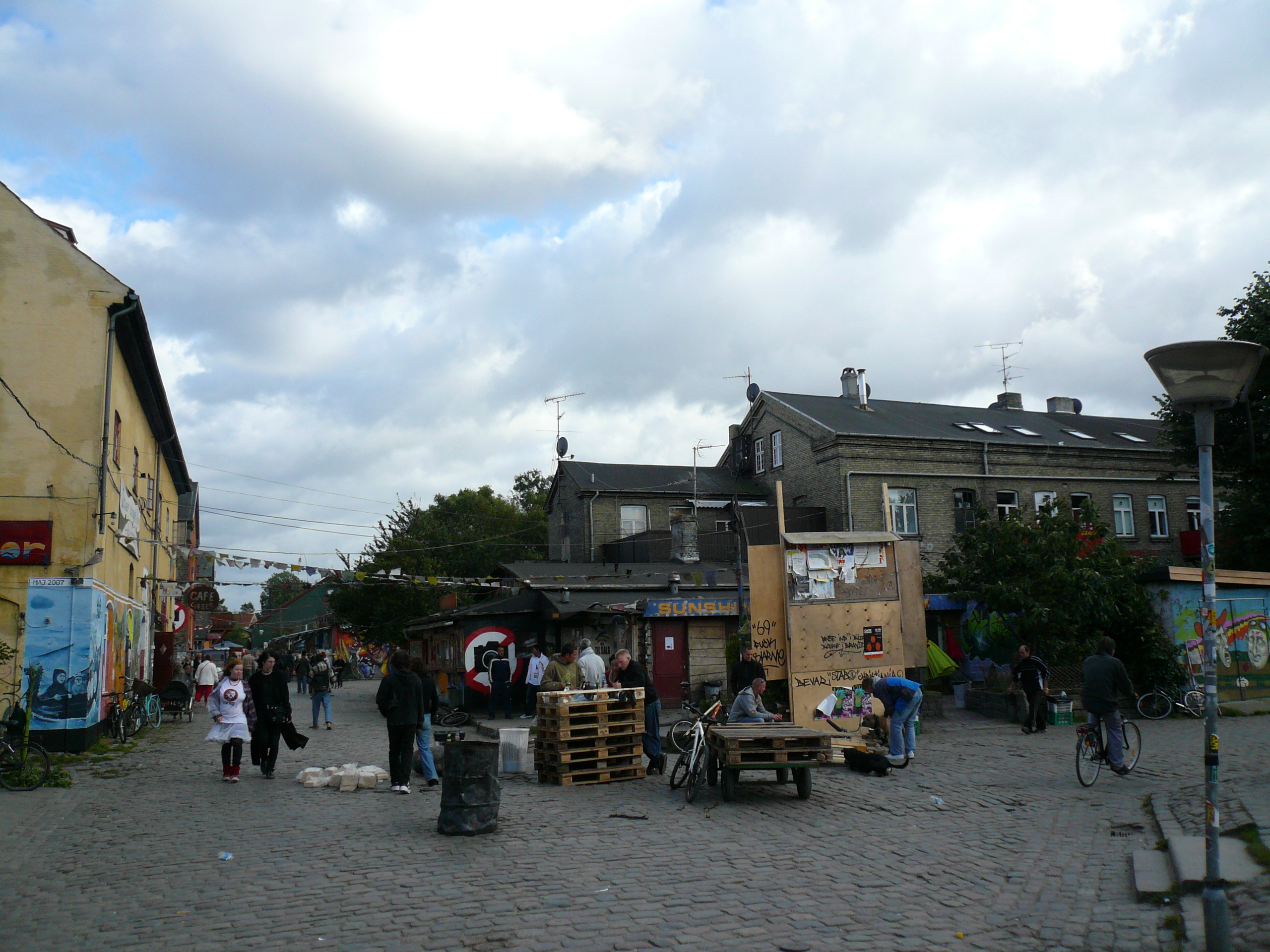
Pusher Street, die Straße der Haschischhändler. Mittig zu sehen ist ein Fotografier-Verbotsschild.

Christiania war bekannt für die sogenannte Pusher Street (‚Dealer-Straße‘), in der an Buden öffentlich Cannabis verkauft wurde. Der Handel ist bei den Bewohnern Christianias umstritten, konnte allerdings nach den selbst gegebenen Regeln der Siedlung (Konsensprinzip) nur durch eine einstimmige Abstimmung in der Generalversammlung (Christianias Fællesmøde) abgeschafft werden. Nachdem es nach 2021 und 2022 zum dritten Jahr in Folge zu einer tödlichen Schießerei im Bandenmilieu der Pusher Street kam (am 26. August 2023, ein Toter, vier Verletzte), wurde bei einer Notversammlung der Fællesmøde am 27. August 2023 einstimmig die Schließung der Pusher Street (also des Drogenhandels im „Green Light District“) beschlossen. Die Polizei wurde aufgefordert durchzugreifen. In der Folge errichteten die Einwohner am Zugang eine Barrikade, auf der „Pusher Street is closed“ stand.
Einige Zeit hat die Polizei Razzien durchgeführt, bei denen 400.000 Euro sowie 200 Kilogramm Cannabis beschlagnahmt wurden. Bereits Ende 2017 hatten die Behörden bei einer dreitägigen Aktion rund 30 Kilo Haschisch, 10.000 Joints sowie diverse andere Drogen sichergestellt.
Im April 2024 wurde die Pusher Street von den Bewohnenden wegen der zunehmenden Bandengewalt abgerissen.

### Flagge
Die Flagge der Freistadt Christiania ist ein rotes Banner mit drei gelben Punkten. Diese Punkte repräsentieren die „i“-Punkte in „Christiania“. Als die ersten Hausbesetzer die verlassene Militäranlage besetzten, fanden sie eine große Menge roter und gelber Farbe und wählten diese Farben daher für ihre Flagge.
Eine weitere Interpretation der Punkte ist der Wahlspruch der Freistadt „Freiheit, Gleichheit, Brüderlichkeit“ oder, wie einige auch sagen, „Frieden, Liebe und Harmonie“.

### Kontroversen seit 2000
In und um Christiania gibt es seit 2000 zunehmend Proteste und Konflikte, zum Teil als Konsequenz zu den Plänen der Regierung, den Bereich in die Stadt einzugliedern.

#### Fernsehbeitrag von 2004
Die politische Satiresendung Den halve sandhed („Die halbe Wahrheit“) drehte am 26. März 2004 eine Episode in Christiania. In einer nicht ganz ernst gemeinten Aktion fing ein Journalist an, eine kleine hölzerne Hütte auf einer der Freiflächen Christianias zu errichten, da er annahm, dass sich jedermann in der Freistadt niederlassen kann.
Innerhalb von Minuten kamen Einwohner und erklärten ihm, dass das komplett inakzeptabel sei. Der Journalist wurde gewaltsam aufgefordert zu verschwinden. Andere Einwohner nahmen sich allerdings die Zeit, ihm friedlich das Baurecht von Christiania zu erklären (eine Baugenehmigung ist vom Plenum einzuholen). Später errichteten Journalisten einen Stand, um „politisch nicht korrekte“ Waren wie Coca-Cola und israelische Orangen zu verkaufen, da das ihrer Meinung nach nicht schlimmer sei, als Cannabis an Minderjährige zu verkaufen.

#### Schießerei und Mord von 2005
Am 24. April 2005 wurde ein 26-jähriger Einwohner von Christiania bei einem gewalttätigen Übergriff einer Gang auf der Pusher Street getötet und drei weitere verletzt. Der Grund dafür war ein Kleinkrieg über den Cannabismarkt in Kopenhagen.
Nachdem der offene Cannabishandel ein Jahr zuvor beendet worden war, waren kriminelle Kreise darauf aus, den Markt zu übernehmen. Verantwortlich für die Schießerei war eine Gang, die hauptsächlich aus Immigranten aus dem Stadtteil Nørrebro im Nordwesten der Stadt besteht. Sie hatten zuvor die Händler aus Christiania mehrfach darum gebeten, in ihren Markt aufgenommen zu werden, wurden allerdings jedes Mal abgewiesen. Am 23. April 2005 kam es zur gewalttätigen Eskalation. Die Händler von Christiania hatten erfahren, dass ein Mitglied einer außenstehenden Gruppe ihre Organisation infiltriert hatte, indem er eine Beziehung mit einer weiblichen Händlerin hatte. Er wurde enttarnt und konnte knapp entkommen – es wurden zwei Schüsse auf ihn abgefeuert. Am nächsten Tag fuhren zwei Autos in Christiania ein, aus denen sechs bis acht maskierte Männer mit automatischen Schusswaffen ausstiegen und sich in Richtung Pusher Street begaben. Nachdem sie dort eingetroffen waren, feuerten sie mindestens 35 Schüsse auf die Menschenmenge ab, töteten damit einen Christianiten und verwundeten drei weitere.

#### Unruhen wegen Abriss eines Hauses
Am 14. Mai 2007 drangen Arbeiter der Forst- und Naturbehörde unter Begleitung der Polizei in Christiania ein und rissen die Überreste des kleinen, verlassenen Gebäudes Cigarkassen („Zigarrenkiste“) ab. Dabei trafen sie auf wütende und verängstigte Christianiten, die befürchteten, dass die Polizei auch den Abriss weiterer Häuser beabsichtige und es wurden Straßensperren aufgebaut und LKWs sabotiert, die den Bauschutt abtransportieren sollten. Die Polizei drang schließlich mit einem Großaufgebot in die Freistadt ein und traf auf massive Gegenwehr durch die Einwohner, die die Polizeifahrzeuge mit Steinen und Feuerwerkskörpern beschossen und auch außerhalb von Christiania Barrikaden errichteten. Die Polizei setzte Tränengas ein und führte insgesamt über 50 Verhaftungen durch, ein Aktivist schlich sich hinter den Polizeibefehlshaber und goss einen Eimer Urin und Fäkalien über ihm aus, Jugendliche verbarrikadierten die Eingänge nach Christiania und bewarfen die Polizei mit Steinen und Molotowcocktails. Die Unruhen zogen sich bis in die frühen Morgenstunden hin, bis sich die Polizei nach mehreren erfolglosen Versuchen, die Barrikaden zu stürmen, zurückzog und letztendlich aufgab. Die Staatsanwaltschaft verlangte die Inhaftierung der festgenommenen Personen, da die Gefangenen ansonsten an weiteren Unruhen in Kopenhagen teilnehmen könnten, da Kopenhagen in einem Zustand der Rebellion wäre.

#### Autos
In Christiania sind außer für den Warentransport keine Autos zugelassen, allerdings waren auf die Einwohner insgesamt 132 Autos zugelassen, die auf den umliegenden Straßen parken. Nach Verhandlungen mit der Stadtverwaltung sagte Christiania zu, für seine Bewohner Parkplätze innerhalb der Freistadt zu schaffen. Bis zum Jahr 2005 wurden 14 Parkplätze geschaffen.
Vor den Stadtratswahlen im November 2001 schlugen die Bewohner eines Viertels vor, einen Kindergarten vor den Toren Christianias abzureißen und in einigen hundert Metern Entfernung neu zu errichten, um das gewonnene Areal in einen Parkplatz umzuwandeln. Dieser Vorschlag wurde von den Einwohnern Christianias und anderen Einwohnern des betroffenen Stadtteils von Kopenhagen kritisiert; allerdings argumentierten die Befürworter, dass der hölzerne Kindergartenbau marode sei.
Seit 2008 ist bei der Einfahrt neben der Grauen Halle (Grå Hal) nur noch Güterverkehr erlaubt. Daher wurde dort eine Schranke montiert, um potentielle Cannabiskäufer und andere Besucher davon abzuhalten, ihre Fahrzeuge in den engen Gassen zu parken. Die unmittelbare Folge davon war jedoch zunächst, dass auch die anderen Zufahrten durch parkende Autos blockiert wurden.

#### Bøssehuset
Das Bøssehuset („Schwulenhaus“), eine von Christianias autonomen Institutionen, ist seit den 1970er Jahren ein Zentrum der Schwulenbewegung, in dem unter anderem Partys und Theatershows veranstaltet werden. Die humorvollen und artistischen Shows im Stil eines Varietés sind populär in der Queer-Community Kopenhagens.
Im Jahre 2002 wurde eine Gruppe von jungen homosexuellen Darstellern und Aktivisten namens Dunst eingeladen, das Haus zu übernehmen, damit es weiterhin ein Zentrum für die Schwulenbewegung bleibt. Dunst hat eine demokratische Verwaltung eingeführt und stellt seitdem offene Workshops für Fotografie, Kunst, Musik, Tanz, Film und diverse andere Dinge bereit. Sie haben außerdem drei 'Rettet Christiania'-Nächte, eine Cabaretshow und drei Partys für Sympathisanten organisiert, um Teile der Schulden des Schwulenhauses an Christiania zurückzubezahlen. Laut Dunst werden sie von den Nachbarn allerdings nicht bereitwillig aufgenommen und die Neuankömmlinge wurden bezichtigt, den „Lebensstil Christianias“ nicht zu verstehen. Dunst gibt an, dass sie verbal beschimpft wurden, Drohbriefe erhielten und einmal ein Baseballschläger nach ihnen geworfen wurde. Manchen gefielen Dunsts laute Partys nicht, ihre zeitgenössische Electro-Punkmusik wurde als Techno bezeichnet. Sie wurden nach neun Monaten aufgefordert, Christiania zu verlassen.
Dunst nahm im Jahr 2004 an „Christiania Distortion“, einer Veranstaltung zur Unterstützung Christianias, teil. Da sie das Schwulenhaus nicht benutzen konnten, fand die Veranstaltung in einem Bus statt, der um Christiania herumfuhr.

#### Räumung und Aufstand
Am 29. Oktober 2008 fand eine Räumung des zweiten Stockes des Hauses „Vadestedet“ statt, dies führte zu einem eintägigen Aufruhr. Unter anderem kam es zu einer halbstündigen Blockade einer Brücke. Am nächsten Tag arbeiteten Bewohner Christianias daran, den zweiten Stock zu renovieren.

#### Handgranatenattacke
Am 23. April 2009 wurde das Café Nemoland mit einer Handgranate attackiert. Dabei wurden fünf Menschen zum Teil schwer verletzt. Der Täter entkam unerkannt. Die dänische Polizei ging davon aus, dass der Angriff in Zusammenhang mit einem Bandenkonflikt im Drogenhandel steht. 2009 kam es in Dänemark zu zahlreichen Schießereien und Gewalttaten zwischen Hells Angels, ihrer Unterstützergruppe AK81 und kriminellen Banden, die im Einwanderermilieu verortet werden.

#### Schießerei und Mordversuch 2016
Am Abend des 31. August 2016 kam es bei der Festnahme eines Drogenhändlers in der Pusher Street zu einem Schusswechsel. Der beschuldigte Drogenhändler widersetzte sich der Festnahme, zog eine versteckte Waffe und schoss einem der beiden Zivilpolizisten in den Kopf und dem anderen ins Bein. Auch einem unbeteiligten Passanten wurde von ihm mit den Worten Bist Du auch ein verfickter Bulle? (wörtlich: Er du os fucking panser?) ins Bein geschossen. Der Täter flüchtete zunächst in das nahe Stadtviertel Tårnby auf der Insel Amager, wo er jedoch am nächsten Morgen von der Polizei gestellt und bei einem erneuten Fluchtversuch ebenfalls von Schüssen getroffen wurde. Er starb noch in der folgenden Nacht im Rigshospitalet an den Folgen der Schussverletzung, während sich der von ihm in den Kopf geschossene Polizist weiterhin in einem kritischen Zustand befand. Während der nächtlichen Suche nach dem Täter wurde unter anderem der Zugverkehr von Kopenhagen über den Öresund nach Skåne in Schweden eingestellt. Bei dem Täter soll es sich um den 25-jährigen Dänen mit bosnischem Migrationshintergrund Mesa Hodzic handeln, der bereits 2010 zusammen mit seinem Vater wegen eines versuchten Mordes angeklagt wurde, der Polizei bereits länger als Mitglied der organisierten Kriminalität im Drogenhandel bekannt war und Mitglied der islamistisch-salafistischen Gruppierung Millatu Ibrahim sowie Sympathisant des Islamischen Staates war. Nach der Tat bekannte sich, der Propagandastelle des IS Amaq zufolge, der Islamische Staat zu der Tat, was jedoch von Vertretern der Polizei und Experten bezweifelt wurde, die keinen Zusammenhang zwischen der Schießerei und dem IS sehen.
Politiker aller im Folketing vertretenen Parteien verurteilten die Tat. Viele forderten Konsequenzen aus dem Geschehen, von Vertretern der Polizei wurden die Einwohner Christianias zur Kooperation aufgefordert. Vertreter einiger linker und liberaler Parteien forderten zugleich die Freigabe von Cannabis. Am Abend des 1. Septembers kam es in Christiania zu einer Einwohnerversammlung, auf der die Bewohner der alternativen Wohnsiedlung die Bürger dazu aufriefen, den Cannabishandel auf Christiania zu boykottieren, um den dortigen Drogenhandel und das kriminelle Milieu trockenzulegen. Am 2. September 2016 wurden die Drogenverkaufsstände auf der Pusher Street von den Bewohnern Christianias unter der Beobachtung zahlreicher Drogenhändler niedergerissen und von den Bewohnern wurde ein Verkaufsstand in der Nähe des dänischen Parlaments aufgestellt mit dem Hinweis Jetzt kann Dänemark den Scheiß verdammt nochmal zurückbekommen! (wörtlich: Så kan Danmark fandme få det lort tilbage!). Der Verkauf von Cannabis fand jedoch nach Berichten von Medien und Polizei im Verborgenen weiter auf Christiania und in der näheren Umgebung statt und es gab Befürchtungen, dass es zu Bandenkriegen in den Straßen Kopenhagens kommen würde.

## Politik
Die Bewohner betrachten Christiania als Freie Stadt, die sich unabhängig von den staatlichen Behörden verwaltet. Basisdemokratisch, nach anarchistischen Prinzipien organisiert und auf Konsens hin ausgerichtet, setzt man auf Selbstregulierung. Eine Polizei gibt es nicht, verschiedene Formen von Versammlungen intervenieren im Bedarfsfall und können als Strafe den Ausschluss aus der Gemeinschaft beschließen.

### Das Plenum (Fællesmøde)
Die circa 400 Menschen, die seit Anfang 1972 in der „freien Kommune/Gemeinde Christiania“ lebten, trafen sich zu ersten Vollversammlungen, um sich über gemeinsame Probleme (Wasserversorgung, Elektrizität, Regeln, …) und die Aufnahme von Verhandlungen mit dem Magistrat auszutauschen. Das Plenum (Fællesmøde) behandelt die Angelegenheiten, welche die gesamte Gemeinschaft betreffen, z. B. den Beschluss des jährlichen Haushaltsplans, Zusammenarbeit und Verhandlungen mit dem dänischen Staat oder Konflikte mit der Kopenhagener Polizei.

### Die Gebietssitzungen (Områdemøde)
Die Gebietssitzungen (Områdemøde) werden in der Regel einmal im Monat einberufen. Hier werden die Probleme der 15 Abschnitte besprochen.

### Verhältnis zu den dänischen Behörden
Bisherige Versuche dänischer Behörden, die Hausbesetzer vom Gelände zu entfernen, schlugen aufgrund der großen Zahl der Personen (ca. 900) und der Größe des Areals fehl, so dass man sich 1972 darauf verständigte, die Besetzung als „soziales Experiment“ zu betrachten und zu dulden, bis über die Verwendung des Geländes entschieden würde. Im Gegenzug erklärten sich die Bewohner bereit, die Betriebskosten (Strom, Wasser) zu bezahlen. Aus Sicht der dänischen Behörden handelt es sich um eine staatlich geduldete autonome Gemeinde.
Die bis Oktober 2011 regierende dänische Mitte-rechts-Regierung war der Freien Stadt nicht wohlgesinnt. Die Regierung des Ministerpräsidenten Anders Fogh Rasmussen und die seines Nachfolgers Lars Løkke Rasmussen wollten in Christiania die Anwendung der sonst üblichen Bau- und Vergabebestimmungen für Wohnraum durchsetzen. Bis dahin entschieden die Anwohner über die Vergabe. Im Mai 2007 wurde auf Anordnung der dänischen Behörden der Abriss des Holzhauses „Zigarrenkiste“ vollstreckt. Die Bewohner sahen darin einen unzulässigen Eingriff in ihre Selbstverwaltung und eine politische Provokation, weshalb sie das Gebäude provisorisch neu errichteten.
Am 26. Mai 2009 entschied das zuständige Gericht (Østre Landsret) zugunsten der dänischen Regierung die Räumung Christianias. Die Entscheidung wurde vom Obersten Gerichtshof (Højesteret) geprüft. Im Februar 2011 wurde der in erster Instanz beschlossene Entzug der Selbstständigkeit Christianias höchstrichterlich bestätigt.
Am 14. Dezember 2009 kam es am Rande der UN-Klimakonferenz in Kopenhagen zu Krawallen am Rande der Siedlung Christiania, in deren Verlauf brennende Barrikaden errichtet wurden. Die Polizei ging mit Tränengas und Wasserwerfern gegen die Randalierer vor und nahm auf dem Gelände von Christiania etwa 150–200 Personen fest, nach anderen Angaben 210 Personen.
Am 30. April 2011 stimmten die Bewohner Christianias dem Angebot der Regierung zu, Grundstücke und die Gebäude für 150 Millionen Kronen (20 Millionen Euro) vom Staat zu kaufen. Die Geburtsstunde des neuen „Freistaats“ Christiania wurde mit einem ausgelassenen Volksfest gefeiert, wobei die Bauauflagen der Behörden dabei erfüllt werden mussten. Zur Finanzierung des Kaufpreises wurde eine „Volksaktie“ ausgegeben. Bis Ende Februar 2012 waren auf diese Weise ca. 900.000 Euro zusammengekommen. Zum 1. Juli 2012 wurde schließlich für eine einmalige Zahlung von 85,4 Mio. Kronen und eine jährliche Miete von 5,3 Mio. Kronen ein Teil Christianias vom dänischen Staat an die Stiftung der Christianiter übertragen.

### Sozial- und Gesundheitspolitik
Viele sozialstaatliche Dienste wurden im Laufe der Jahre eingeführt, von der Straßenreinigung über die Post bis hin zu Kindergärten, Schulfreizeitangeboten und einem Bade-/Gesundheitshaus. Es gibt weder Mietverträge noch Hauseigentum.

## Kultur
Die individualistisch-pittoreske Architektur und die Stadtanlage sind Ausdruck der dort vertretenen alternativen Lebensform. Dennoch schottet man sich nicht gänzlich von der Gesellschaft ab, viele Christianiter arbeiten außerhalb der Siedlung, alle bezahlen ihre Steuern an den dänischen Staat – und zugleich einen Anteil an die eigene Verwaltung. Überhaupt ist das Leben in Christiania heute stärker konsumorientiert, als es den ursprünglichen Idealen der Hippie-Bewegung entsprach. Es gibt eine eigene Währung namens LØN (Lohn), die Münzen haben einen Wert von 50 Dänischen Kronen.

### Lastenräder
Aufgrund des Autoverbots wurden hier die Lastenräder wiederentdeckt als Transportmittel für den städtischen Transport. Lastenräder unter dem Namen Christiania sind heute weltweit verbreitet.

## Regeln

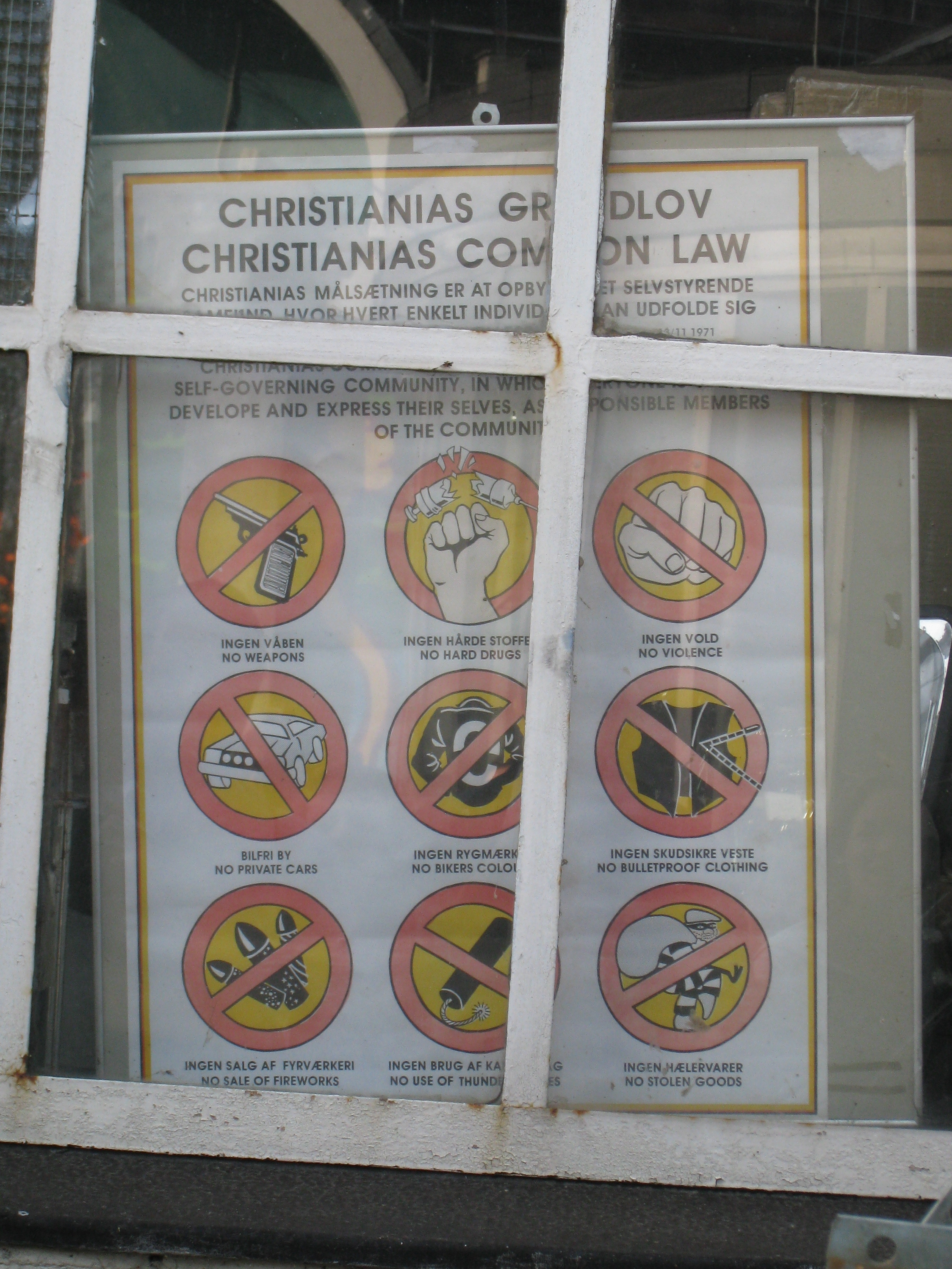
Regeln in Christiania

Es gibt Regeln in Christiania. Die wichtigsten sind:
- Kein Diebesgut
- Keine harten Drogen
- Keine Gewalt
- Keine kugelsichere Kleidung
- Keine Waffen
- Keine Abzeichen von Motorrad-Banden
- Keine Böller

Autos und Motorräder sind in Christiania verboten.

### Drogenkonsum
Der Konsum sogenannter „weicher Drogen“ – zum Beispiel Cannabis – wurde in Christiania von der dänischen Regierung über dreißig Jahre toleriert und der Handel wenig behindert. Der Besitz von Haschisch ist jedoch weiterhin illegal und wird von der Polizei – verstärkt in der touristischen Hauptsaison – mit Bußgeldern geahndet, sofern Käufer Christiania mit ihrer Ware verlassen sollten. 2015 wurden 2000 Kronen bei unerlaubtem Besitz fällig, 10 Gramm führten zu einer Strafe von 3000 Kronen (400 Euro).
Im Jahre 2002 forderte die Regierung Dänemarks, den Cannabisverkauf weniger sichtbar zu gestalten, woraufhin die Verkäufer als satirische Antwort ihre Stände in Camouflage hüllten. Am 4. Januar 2004 rissen die Cannabishändler ihre Verkaufsstände in der Pusher Street ab, einen Tag vor einer geplanten Großaktion der Polizei. Die Verkäufer wussten von dieser Aktion und hatten sich dazu entschlossen, die Stände selbst abzureißen. Die Polizei führte in den folgenden Wochen über 20 Verhaftungen durch, was einen Großteil des organisierten Verkaufsnetzwerkes der Pusher Street eliminierte. Das Dänische Nationalmuseum konnte einen der farbenfrohen Stände vor dem Abriss retten, der jetzt Teil einer Ausstellung ist.
Das Fotografieren in der Nähe der Pusher Street ist verboten. Darauf weisen zahlreiche Verbotsschilder hin. Wer trotzdem erwischt wird, wird schon einmal dazu aufgefordert, die gemachten Fotos vor den Augen der Entdecker wieder zu löschen. Auf dem Rest des Gebietes ist das Fotografieren erlaubt, solange man die übliche Zurückhaltung beim Fotografieren von Personen einhält.
Im April 2024 wurde die Pusher Street von den Bewohnenden in einer gemeinsamen Aktion mit der Stadt abgerissen.

## Berichterstattungen
- Marc-Christoph Wagner: Biotop der Ideale. Deutschlandradio, Gesichter Europas, 25. März 2006
- Constanze Suhr: Christiania. Deutschlandradio, Corso Kultur, 2004
- Harald Brandt: Mein Haus auf dem Pulverturm: Der Freistaat Christiania wird legalisiert  – SWR2 Tandem vom 2. Juli 2012 19:20 Uhr